# Susanne Lahme
Susanne Lahme (Luckenwalde, 10 de setembro de 1968) é ex-voleibolista indoor e de praia alemã que defendendo a Seleção Alemã possui quatro medalhas no Campeonato Europeu, a primeira foi de prata no ano de 1985, a segunda de ouro em 1987, novamente foi prata em 1989, estas ainda pela Alemanha Oriental e bronze no ano de 1991, já pela Alemanha Unificada. Disputou pela Alemanha Oriental a edição dos Jogos Olímpicos de Seul de 1988 e pela Alemanha Unificada disputou  a edição do Campeonato Mundial de 1994 , a Olimpíada de Atlanta em 1996 e a de Sydney no ano de 2000.Em clubes conquistou o ouro na Copa Challenge CEV  referente a temporada 1994-95 , campeã da Liga dos Campeões da Europa de 1995-96	e também na Copa CEV 1999-2000,além da medalha de ouro no Campeonato Sul-Americano de Clubes de 1997 na Colômbia.Também é ex-voleibolista de praia disputando três edições do Campeonato Mundial de Vôlei de Praia nos anos de 2003, 2005  e 2007, além do Campeonato Europeu  em 2004.

## Carreira
Susanne começou a carreira no S. C. Dynamo Berlin  permanecendo de 1980 a 1991.Foi octacampeã da extinta Alemanha Oriental nos anos 
1983,1984, 1985, 1986, 1987, 1988, 1989, 1990, sendo campeã alemã em 1991 (após unificação das Alemanhas Oriental e Ocidental), além disso, foi eneacampeã da Copa da Alemanha Oriental nos anos de 1983, 1984,1985,1986,1987,1988, 1989, 1990 e 1991.
Em 1985 já era convocada para Seleção da extinta Alemanha Oriental e conquistou  a prata no Campeonato Europeu, conquistando nesta competição o ouro em 1987. Disputou sua primeira olimpíada por este extinto país em 1988 nos Jogos Olímpicos de Verão de Seul, encerrando na quinta colocação.
Ainda por este selecionado foi vice-campeã europeia em 1989 e após unificação supracitada foi bronze no Campeonato Europeu de 1991.No período de 1991 a1993 defendeu o CJD Berlin  foi campeã da Copa da Alemanha em 1992, eleita a Jogadora de Voleibol do ano, sagrou-se em 1993 campeã  alemã e eleita consecutivamente a Jogadora de Voleibol do ano.
Transferiu-se para o voleibol italiano, onde defendeu o Ecoclear Sumirago na temporada 1993-94 disputando a Liga A1 Italiana e a Copa A1 Itália, encerrando em quinto lugar na primeira competição, eliminada nas quartas de final, e na última disputa avançou as oitavas de final.
Em 1994 foi convocada para Seleção Alemã para disputar o Campeonato Mundial sediado em São Paulo-Brasil, quando encerrou na quinta posição por este selecionado.Renovou com o mesmo clube italiano para temporada seguinte, encerrando na sexta posição na Liga A1 Italiana e avançando até as quartas de final da Copa A1 Itália.Disputou por este clube a edição da Copa Challenge CEV (antes Copa CEV) conquistando o ouro.
Outro clube italiano defendido foi o Latte Rugiada Matera com o qual terminou na quinta posição da Liga A1 Italiana e nos playoffs sucumbiu nas quartas de final, mesma etapa que avançara pelo mesmo clube na Copa A1 Itália ambas na temporada 1995-96.Disputou por esse clube a edição da Liga dos Campeões da Europa de 1995-96 conquistando o ouro.
Em 1996 foi convocada para disputar os Jogos Olímpicos de Atlanta, desta vez representando a Seleção da Alemanha (unificada) e encerrou na oitava posição.Neste mesmo ano transferiu-se para o voleibol brasileiro para defender a forte equipe do  Leites Nestlé/Sorocaba  e competiu por este no período esportivo 1996-97, disputando a correspondente Superliga Brasileira A e conquistou o título e eleita Melhor Bloqueadora da competição. Reforçou esse clube na conquista do ouro de forma invicta no Campeonato Sul-Americano de Clubes de 1998 em Medellín-Colômbia.
De volta ao vôlei italiano, defendeu nas competições de 1997-98 o Foppapedretti Bergamo e por este encerrou em segundo lugar na fase de classificação da Liga A1 Italiana e sagrou-se campeã nos playoffs nesta edição, por este também foi campeã da Supercopa Italiana (Trofeo Chini) em 1997 e campeã do quadrangular final da  Copa A1 Itália de 1998.No mesmo ano foi para o Medinex Reggio Calabria  e na primeira fase da Liga A1 Italiana encerrou em primeiro lugar, mas no playoff ficou com o vice-campeonato desta edição diante do seu clube passado, na Copa A1 Itália termina também com o vice-campeonato.
Por duas temporadas consecutivas atuou pelo Despar Perugia , no período 1999-00  chegou as semifinais da Liga A1 Italiana, encerrou na quarta posição, foi vice-campeã da Supercopa Italiana de 1999 e também semifinalista também na Copa A1 Itália.Em 2000 foi novamente convocada para disputar sua última Olimpíada de Sydney  quando encerrou na sexta posição.
Na segunda temporada consecutiva por esse clube conquistou o título da edição do ano 2000 da Copa CEV  de  Campeões, nos playoffs da Liga A1 Italiana de 2000-01 conquistou o bronze, após ter classificação em sexto lugar na primeira fase, e foi vice-campeã da Copa A1 Itália 2001.
No período esportivo 2001-02 Monte Schiavo Banca Marche Jesi encerrando  na sexta posição na fase de classificação e avançando apenas as quartas de final da edição da Liga A1 Italiana correspondente, mesmo estágio alcançado na Copa A1 Itália (Tally Cup A1) e terminou com o vice-campeonato qualificatório para Copa CEV 2001-02.
O período esportivo 2002-03 representou sua última temporada no voleibol italiano e da carreira defendeu o Cerdisa Reggio Emilia , encerrou na décima posição na Liga A1 Italiana, ou seja, em penúltimo lugar e avançou até as quartas de final da Copa A1 Itália (Tally Cup Serie A1), após a jornada encerrou sua carreira no voleibol indoor.
Em 2001 já iniciara carreira no vôlei de praia e no ano seguinte formou dupla com Danja Müsch e com esta disputou etapas do Circuito Mundial, e seu melhor resultado ocorreu na etapa dos Abertos de Mallorca na Espanha quando a dupla encerrou na décima sétima posição.Ainda em 2002 foi vice-campeã alemã.
Com a mesma parceira disputou a temporada 2003, entre os melhores resultados estão o nono lugar obtido  nos Abertos de Stavanger e Osaka, e também nos Grand Slams de Klagenfurt,Marseille e Los Angeles, além do quinto lugar no Aberto de Milão ela conquistou a prata nos Abertos de Lianyungang e na edição do Campeonato Mundial cuja sede foi o Rio de Janeiro-Brasil encerrou na décima sétima posição.Conquistou o bronze no Campeonato Alemão de 2003
Nas etapas do Circuito Mundial de 2004 permaneceu jogando ao lado da Danja Müsch e neste ano obtiveram expressivos resultados como: o décimo terceiro lugar no Grand Slam de Klagenfurt, o nono lugar nos Abertos de Fortaleza e no Grand Slam de Marseille, a sétima posição obtida nos Abertos de Rodes, a quinta posição nos Abertos de Xangai e Osaka, além do quarto lugar no Grand Slam de Berlin, conquistou novamente a prata em uma etapa do Circuito Mundial, ocorrida nos Abertos de Mallorca; neste mesmo ano disputou o Campeonato Europeu sediado em Timmendorfer Strand e os Jogos Olímpicos de Verão de Atenas-Grécia , em ambas as oportunidades foi a nona colocada.
Em 2005 é campeã alemã.Nessa temporada conquistou ao lado de Danja Müsch resultados relevantes, tais como:o décimo sétimo lugar nos Abertos de Xangai, o décimo terceiro lugar no Grand Slam de Stavanger, as nonas colocações nos Grand Slams de Paris e Klagenfurt, mesmo resultado obtido no Aberto de Montreal, além disso foi sétima colocada nos Abertos de São Petersburgo  e quinta nos Abertos de Gstaad;já na edição do Campeonato Mundial realizado em Berlin foi décima terceira colocada.
Susanne atuou com Geeske Banck na temporada 2006, nesta obteve a vigésima quinta colocação nos Abertos de Modena, Xangai, Atenas e Montreal, bem como nos Grand Slams de Gstaad e Paris, sendo que em três etapas não pontuou e conquistou a décima terceira colocação nos Abertos de São Petersburgo, a nona posição no Aberto de Phuket e o sétimo lugar nos Abertos de Acapulco.
Na temporada seguinte permaneceu ao lado de Geeske Banck  e não pontuou em três etapas, mas foi trigésima terceira colocada no Grand Slam de Berlim,sendo vigésima quinta colocada nos Abertos de Seul e Montreal e sua melhor colocação foi o sétimo lugar no Grand Slam de Warsaw na Polônia e disputou seu terceiro  Campeonato Mundial nesta modalidade, este sediado em Gstaad-Suíça encerrando na décima sétima colocação. Em agosto de 2007 foi submetida a uma cirurgia no joelho e encerra sua carreira de atleta, passando a condição de técnica e supervisora da dupla alemã Geeske Banck e Anja Günther .

## Títulos e resultados
- Olimpíada de Verão (Indoor): 1988 (5º lugar, Seul,  Coreia do Sul[2]), 1996 (8º lugar, Atlanta,  Estados Unidos[2]) e 2000 (6º lugar, Sydney,  Austrália[2])
- Campeonato Mundial:5º lugar (1994, São Paulo,  Brasil[3])
- Copa da Alemanha: 1º lugar (1992 e 1993[3])
- Bundesliga A: 1º lugar (1991 e 1993[3])
- Campeonato da Alemanha Oriental: 1º lugar (1983, 1984, 1985, 1986, 1987, 1988, 1989, 1990[3])
- Copa da Alemanha Oriental: 1º lugar (1983, 1984, 1985, 1986, 1987, 1988, 1989, 1990 e 1991[3])
- Superliga Brasileira A: 1º lugar (1996-97[10])
- Liga A1 Italiana: 1º lugar (1997-98[12]), 2º lugar (1998-99[13]), 3º lugar (2000-01[14]), 4º lugar (1999-00[14]) 5º lugar (1993-94[5], 1995-96[7]) , 6º lugar (1994-95[5], 2001-02[15]) e 10º  lugar (2002-03[16])
- Supercopa Italiana:1º lugar (1997[12] e 1999[14])
- Copa A1 Italiana:1º lugar (1998[12]) e 2º lugar (1999[13], 2001[14])
- Campeonato Alemão de Vôlei de Praia: 1º lugar (2005[17][19]), 2º lugar (2002[17]) e 3º lugar (2003[17])
- Campeonato Mundial de Vôlei de Praia:13º lugar (2005, Berlin,  Alemanha[17])   e 17º lugar [2003 (Rio de Janeiro,  Brasil) e  2007 (Gstaad,  Suíça )[17]],
- Olimpíada de Verão (Praia):9º lugar (2004, Atenas,  Grécia[17])
- Campeonato Europeu de Vôlei de Praia: 9º lugar (2004, Timmendorfer Strand,  Alemanha[17])

## Premiações individuais
- Melhor Bloqueadora da Superliga Brasileira A de 1996-97[4]
- 1993- Jogadora de Voleibol do Ano (Alemanha) [3]
- 1992- Jogadora de Voleibol do Ano (Alemanha) [3]